# Neohela intermedia
Neohela intermedia is een vlokreeftensoort uit de familie van de Unciolidae. De wetenschappelijke naam van de soort is voor het eerst geldig gepubliceerd in 1981 door Coyle & Mueller.